# 西野村 (広島県御調郡)
西野村（にしのむら）は、広島県御調郡にあった村。現在の三原市の一部にあたる。

## 地理
- 河川：沼田川[1]

## 歴史
- 1889年（明治22年）4月1日、町村制の施行により、御調郡西野村が単独で村制施行し、西野村が発足[1][2]。
- 1936年（昭和11年）11月15日、御調郡三原町・糸崎町・山中村、豊田郡田野浦村・須波村と合併し、市制施行し三原市を新設して廃止された[1][2]。

### 地名の由来
三原城築城後、城の西に位置したことによる。

## 産業
- 農業、畳表、養蚕、煙草[1]

## 教育
- 1896年（明治29年）小学校新築[1]。1921年（大正10年）西野尋常小学校に農業補習学校設置[1]。1922年（大正11年）高等科設置[1]。1924年（大正13年）校地を字信友に新築移転[1]。